# Jeiner Julón
Jeiner Ubaldo Julón Díaz (Tacabamba, 11 de noviembre de 1970),  es un político peruano. Fue alcalde del distrito de Tacabamba en tres periodos y alcalde provincial de Chota.

## Biografía
Sus inició en política datan de 1998- 2010 como alcalde distrital de Tacabamba representando las organizaciones políticas : Nueva Generación Tacabambina, Movimiento Independiente compromiso Campesino y Partido Aprista Peruano. En el 2010 ganó la alcaldía provincia de Chota, por la organización Tierra y Libertad, sin embargo según resolución Nro. 359, fue vacado.
Mediante Resolución N° 359, la tarde del jueves el Jurado Nacional de Elecciones (JNE), aprobó el acuerdo de comuna 007 de fecha 9 de abril, en la que por mayoría de regidores de la Municipalidad Provincial de Chota, acordaron suspender al alcalde Jeiner Julón Díaz, por estar con orden de captura tras ser sentenciado a diez años de prisión.
En el artículo segundo de la citada resolución, el pleno del JNE deja sin efecto provisionalmente la credencial otorgada a Jeiner Julón como alcalde provincial de Chota. Mientras que en el artículo tercero convocan a Elsa Fanny Campos Guevara para que asuma el cargo de alcalde provisionalmente de Chota y finalmente convocan a Edilberto Miranda Caruajulca para que asuma el cargo de regidor.
Cabe informar que Jeiner Ubaldo Julón Díaz fue sentenciado a 10 años de pena privativa de la libertad por el delito contra la administración pública en la modalidad de peculado doloso en agravio del Estado, delitos cometidos cuando se desempeñó como alcalde distrital de Tacabamba (Chota).